# Paquera
Paquera är en ort i Costa Rica.   Den ligger i provinsen Puntarenas, i den västra delen av landet, 90 km väster om huvudstaden San José. Paquera ligger 19 meter över havet och antalet invånare är 1 510.
Terrängen runt Paquera är kuperad västerut, men österut är den platt. Havet är nära Paquera österut.  Det finns inga andra samhällen i närheten. 